# Miro Tenho
Miro Tenho, né le 2 avril 1995 à Kaarina en Finlande, est un footballeur international finlandais. Il évolue au poste de défenseur central au Djurgårdens IF.

## Biographie

### En club
Né à Kaarina en Finlande, Miro Tenho commence le football au FC Kaarina avant de rejoindre l'Åbo IFK. 
Tenho rejoint le TPS Turku en janvier 2014 et joue son premier match pour le club le 24 janvier 2014, lors d'une rencontre de coupe de la Ligue finlandaise contre le FC Inter Turku. Il est titularisé et son équipe est battue par trois buts à deux.
Le TPS Turku étant relégué à l'issue de la saison 2018, Tenho décide de quitter le club pour rester en première division et rejoint le club rival du FC Inter Turku en signant un contrat d'un an le 3 janvier 2019,.
En janvier 2020, Miro Tenho rejoint le HJK Helsinki. Le transfert est annoncé dès le 4 novembre 2020 et il signe un contrat de deux ans, soit jusqu'en décembre 2021.
Il est sacré pour la première fois Champion de Finlande en 2020.
Le 28 juin 2021, Tenho prolonge son contrat avec le HJK, étant désormais lié au club jusqu'en décembre 2023.
Après avoir plusieurs fois officié comme capitaine en 2021, Tenho est définitivement nommé capitaine du HJK en février 2022.
En janvier 2024, Miro Tenho rejoint la Suède afin de s'engager en faveur du Djurgårdens IF. Le transfert est annoncé le 21 décembre 2023 et il signe un contrat de trois ans, soit jusqu'en décembre 2026,.
Tenho se montre décisif dès son premier match en marquant son premier but pour Djurgårdens, le 19 février 2024, lors d'une rencontre de coupe de Suède face au Skövde AIK. Il marque de la tête, étant à la réception d'un centre côté gauche de son compatriote Rasmus Schüller et participe ainsi à la victoire de son équipe par deux buts à zéro,. Il marque de nouveau le 1er avril 2024, lors de la première journée de la saison 2024 d'Allsvenskan, la première division suédoise, contre l'IFK Göteborg. Titulaire ce jour-là, il participe à la victoire de son équipe par quatre buts à un

### En sélection
En novembre 2021, Miro Tenho est appelé pour la première fois avec l'équipe de Finlande par le sélectionneur Markku Kanerva. Il remplace Juhani Ojala, forfait sur blessure. Mais il ne joue aucun match lors de ce rassemblement.
De nouveau appelé en mars avec la Finlande, Miro Tenho honore sa première sélection le 26 mars 2022, en étant titularisé face à l'Islande. Les deux équipes se neutralisent (1-1 score final).

## Palmarès
HJK Helsinki
- Championnat de Finlande (4) :
  - Champion : 2020, 2021, 2022 et 2023.
- Coupe de Finlande (1) :
  - Vainqueur : 2020.
- Coupe de la Ligue finlandaise (1) :
  - Vainqueur : 2023.